# Masakra w Uściu nad Łabą
Masakra w Uściu nad Łabą – pogrom dokonany 31 lipca 1945 roku na ludności narodowości niemieckiej w Uściu nad Łabą.
Położone w północnych Czechach Uście nad Łabą było miastem zamieszkanym do połowy XX wieku w zdecydowanej większości przez Niemców sudeckich. Na mocy dekretów Benesza ludność ta została uznana za zdrajców i nieprzyjaciół narodu czeskiego i po zakończeniu II wojny światowej zaczęła być wysiedlana do Niemiec i Austrii.
31 lipca 1945, około godziny 15:30, doszło do wybuchu w składzie amunicji w dzielnicy Krásné Březno, w wyniku którego zginęło 27 osób, a kilkadziesiąt zostało rannych. Zaraz potem na pl. Pokoju (Mírové nám.), przed dworcem kolejowym, w dzielnicy Przedmoście (Předmostí) oraz na głównym moście przez rzekę Łabę wybuchły masowe akty agresji wobec Niemców łatwo rozpoznawalnych ze względu na obowiązek noszenia na ramieniu opasek z literą N. Ofiary były bite, kopane, strzelano do nich. Część zrzucono z mostu do rzeki i zastrzelono w wodzie. Liczbę zabitych szacuje się na około 80–100, przy czym niektóre źródła podają wyższe liczby, sięgające nawet 2700. Z imienia i nazwiska zidentyfikowano 43 osoby.
1 sierpnia do miasta przyjechała komisja śledcza z gen. Ludvíkiem Svobodą na czele, która za winne wybuchu w składzie amunicji i sprowokowania zamieszek uznała bojówki Werwolfu. Propaganda komunistyczna wykorzystała wydarzenia w Uściu jako argument za szybkim wysiedleniem Niemców jako koniecznym dla zaprowadzenia porządku. Tymczasem współczesne badania historyków Vladimira Kaisera, Jana Havla i Otfrida Pustejovskiego jako autorów wybuchu i prowokatorów pogromu wskazują komunistów w szeregach czechosłowackich tajnych służb (imiennie kpt. Bedřicha Pokornego, kierownika wydziału propagandy obronnej MSW, który wcześniej współorganizował brneński marsz śmierci); w pogromie uczestniczyły paramilitarne bojówki komunistycznej Gwardii Rewolucyjnej.
Po 1948 masakra ujska została zapomniana. Pierwsze badania historyczne przeprowadzono dopiero w latach 90. W 2005 na moście przez Łabę odsłonięto dwujęzyczną tablicę pamiątkową.